# Домачевська сільська рада
51°45′0″ пн. ш. 23°36′0″ сх. д. / 51.75000° пн. ш. 23.60000° сх. д.
Домаче́вська сільська́ ра́да (біл. Дамача́ўскі сельсавет) — адміністративно-територіальна одиниця у складі Берестейського району, Берестейської області Білорусі. Адміністративний центр сільської ради — селище міського типу Домачеве. Належить до української етнічної території та є частиною Берестейщини.

## Розташування
Домачевська сільська рада розташована на крайньому південному заході Білорусі, на південному заході Берестейської області, на південь від обласного та районного центру Берестя. На півночі вона межує із Знам'янською сільською радою, на сході — із Малоритським районом, на півдні — із Волинською областю (Україна) і Томашівською сільською радою, на заході — із Люблінським воєводством (Польща).
Найбільша річка, яка протікає в західній частині території сільради, із півдня на північ — Західний Буг, ліва притока Нарева (басейн Вісли) із своєю правою притокою Копаювкою (39 км).

## Історія
До 2013 року сільська рада мала статус селищної ради. 17 вересня 2013 року Домачевська селищна рада рішенням Берестейської обласної ради депутатів була реорганізована у Домачевську сільську раду, без проведення будь-яких територіальних змін.

## Склад
До складу Домачевської сільської ради входить 15 населених пунктів, із них: 13 сіл, 1 пристанційне селище та 1 хутір.
| Населений пункт | Тип    | Населення, осіб (2009) | Координати                                                            |
| --------------- | ------ | ---------------------- | --------------------------------------------------------------------- |
| Богдани         | село   | 39                     | 51°42′42″ пн. ш. 23°34′17″ сх. д. / 51.71167° пн. ш. 23.57139° сх. д. |
| Бориси          | село   | 353                    | 51°44′16″ пн. ш. 23°34′41″ сх. д. / 51.73778° пн. ш. 23.57806° сх. д. |
| Гута            | село   | 67                     | 51°41′13″ пн. ш. 23°45′4″ сх. д. / 51.68694° пн. ш. 23.75111° сх. д.  |
| Домбровка       | хутір  | 6                      | 51°42′36″ пн. ш. 23°37′13″ сх. д. / 51.71000° пн. ш. 23.62028° сх. д. |
| Дубиця          | село   | 82                     | 51°47′30″ пн. ш. 23°40′37″ сх. д. / 51.79167° пн. ш. 23.67694° сх. д. |
| Дубиця          | селище |                        | 51°48′32″ пн. ш. 23°38′45″ сх. д. / 51.80889° пн. ш. 23.64583° сх. д. |
| Дубок           | село   | 143                    | 51°39′58″ пн. ш. 23°42′14″ сх. д. / 51.66611° пн. ш. 23.70389° сх. д. |
| Кобелка         | село   | 191                    | 51°43′37″ пн. ш. 23°37′14″ сх. д. / 51.72694° пн. ш. 23.62056° сх. д. |
| Леплевка        | село   | 426                    | 51°45′36″ пн. ш. 23°39′15″ сх. д. / 51.76000° пн. ш. 23.65417° сх. д. |
| Липинки         | село   | 129                    | 51°41′24″ пн. ш. 23°35′53″ сх. д. / 51.69000° пн. ш. 23.59806° сх. д. |
| Новосади        | село   | 53                     | 51°42′3″ пн. ш. 23°45′18″ сх. д. / 51.70083° пн. ш. 23.75500° сх. д.  |
| Підлужжя        | село   | 97                     | 51°43′9″ пн. ш. 23°34′16″ сх. д. / 51.71917° пн. ш. 23.57111° сх. д.  |
| Рудня           | село   | 44                     | 51°44′8″ пн. ш. 23°40′24″ сх. д. / 51.73556° пн. ш. 23.67333° сх. д.  |
| Черськ          | село   | 150                    | 51°42′40″ пн. ш. 23°41′32″ сх. д. / 51.71111° пн. ш. 23.69222° сх. д. |
| Шикили          | село   | 74                     | 51°43′32″ пн. ш. 23°34′32″ сх. д. / 51.72556° пн. ш. 23.57556° сх. д. |

## Населення
За переписом населення Білорусі 2009 року чисельність населення селищної ради становило 1854 особи.

### Національність
Розподіл населення за рідною національністю за даними перепису 2009 року:
| Національність                | Осіб | Відсоток |
| ----------------------------- | ---- | -------- |
| білоруси                      | 1640 | 88,46 %  |
| українці                      | 120  | 6,47 %   |
| росіяни                       | 80   | 4,31 %   |
| національність не вказана     | 3    | 0,16 %   |
| поляки                        | 2    | 0,11 %   |
| молдовани                     | 2    | 0,11 %   |
| національність не повідомлена | 2    | 0,11 %   |
| азербайджанці                 | 1    | 0,05 %   |
| латиші                        | 1    | 0,05 %   |
| чуваші                        | 1    | 0,05 %   |
| греки                         | 1    | 0,05 %   |
| корейці                       | 1    | 0,05 %   |
| Разом                         | 1854 | 100 %    |